# Sbarramento di San Remigio
Lo sbarramento di San Remigio o caposaldo autonomo Gran San Bernardo è uno degli sbarramenti d'arresto del Sottosettore X/c Gran San Bernardo, costruiti per fermare gli eventuali nemici scesi dal Gran San Bernardo. Fa parte del X Settore di Copertura Baltea, uno dei dieci settori in cui venne diviso il Vallo Alpino Occidentale. Lo sbarramento di San Remigio si compone di diverse casematte, ancora in ottime condizioni e visitabili liberamente senza pericolo. Oggi si trova sul territorio comunale di Saint-Rhémy-en-Bosses (San Remigio in epoca fascista), in Valle d'Aosta.

## Storia
La Circolare 7000 è organizzata su otto punti. Lo stile si differenzia notevolmente da quello delle circolari precedenti perché il generale Pariani, invece di usare l'usuale linguaggio burocratico, fornisce le direttive scrivendo in prima persona.
All'avvicinarsi della seconda guerra mondiale la linea fortificata italiana, il Vallo Alpino, era ancora lungi dall'essere terminata. Nel 1938 si misero in cantiere le opere di tipo 7000, che presero il nome dal numero della circolare che ne illustrava le caratteristiche. Erano piccole casematte che ospitavano un paio di mitragliatrici o raramente un cannone anticarro, le loro feritoie erano protette da una piastra metallica annegata nel calcestruzzo che a volte superava i due metri si spessore.
A queste si aggiunsero nel 1940 le opere di tipo 15000 che avrebbero dovuto essere ben più estese ed in grado di sostenere attacchi prolungati. All'entrata in guerra dell'Italia, nel giugno 1940, nessuna era ancora completata, i lavori proseguirono fino al 1942 quando vennero definitivamente abbandonati.
Secondo Massimo Ascoli le opere dello Sbarramento di San Remigio sono state costruite a partire dalla circolare 15000, mentre secondo una ricerca precedente di Marco Boglione esse sono state realizzate in conformità alla circolare 7000.
Con il trattato di pace del 1947 numerose opere vennero annesse alla Francia grazie alle rettifiche del confine, delle altre era prevista «La distruzione (...) nel limite di 20 chilometri da qualsiasi punto della frontiera, quale è determinata dal presente Trattato» che doveva essere «completata entro un anno dall'entrata in vigore del Trattato». Per ragioni economiche, molte di esse vennero disarmate e semplicemente abbandonate.

## Descrizione

### Opera 1 San Remigio
Secondo le ricerche di Marco Boglione l'opera 1 San Remigio è di tipo 7000, venne costruita alla fine del 1939 ed era armata con un pezzo anticarro. Costruita con l'occhio volto più al risparmio che all'efficienza bellica, dal punto di vista architettonico è di modesto interesse. La casamatta è raggiungibile dalla Strada statale 27 del Gran San Bernardo ed è posto sul ciglio della scarpata, a 1790 m di altitudine.
All'ingresso del blocco si trovano tre vani: due camere di tiro orientate verso la strada e la camera dalla quale si scende al piano inferiore. Qui si trova un piccolo locale ingombro di calcinacci con il soffitto parzialmente crollato, alcuni ferri ad U infissi nella parete formano una rugginosa scala di fortuna che ne permette l'accesso.
A poche decine di metri di distanza della fortificazione principale, poco più in basso, si intravede la sagoma tozza di un'altra piccola postazione; il vano d'entrata si divide in due locali, uno che ospitava probabilmente una riservetta e la camera di tiro che batteva la parte opposta del vallone.

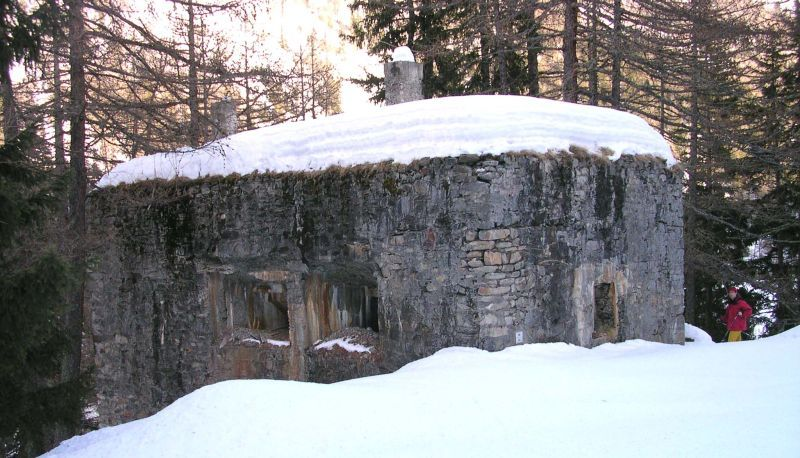
L'opera 1 dalla SS27.
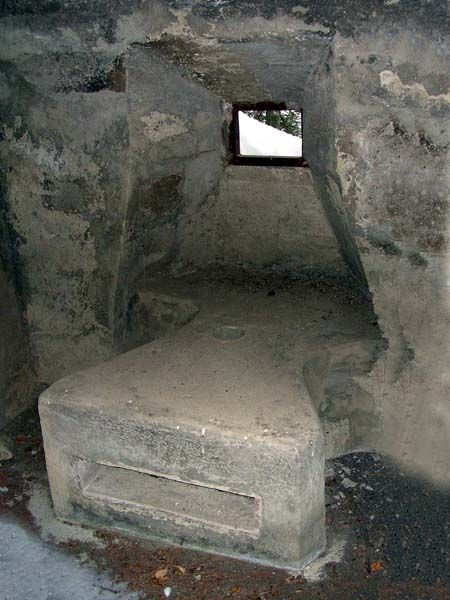
Vano di tiro della postazione inferiore dell'opera 1.
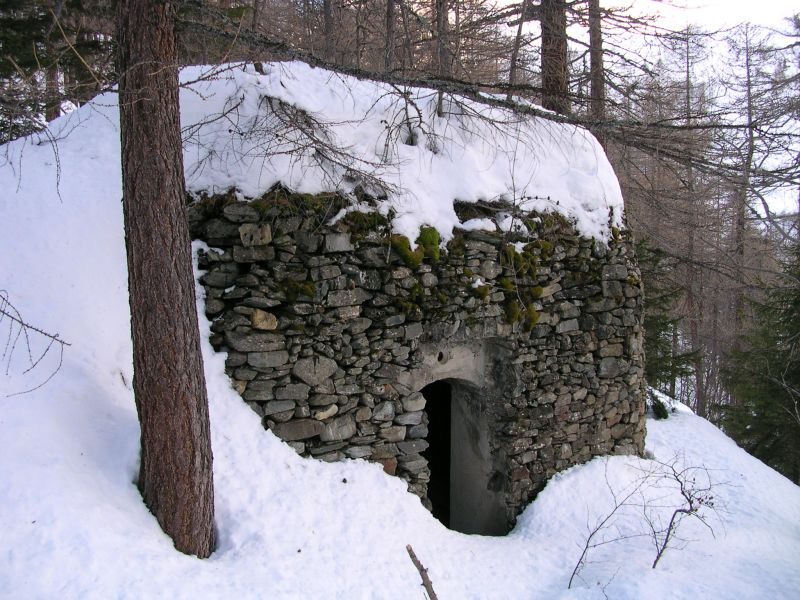
Postazione inferiore dell'opera 1.

### Opera 2 San Remigio
Secondo le ricerche di Marco Boglione l'opera 2 San Remigio, di tipo 7000, venne costruita alla fine del 1939 ed era armata con due mitragliatrici.
L'opera è raggiungibile dalla statale 27, nei pressi dello sbarramento idroelettrico, seguendo il sentiero marcato dal segnavia 13, a pochi minuti di cammino dalla Via Francigena e a monte di Saint-Rhémy-en-Bosses. Si trova a 1750 m di altitudine.
La prima costruzione che si incontra all'esterno presenta i muri in pietra a secco tipici delle baite di montagna e potrebbe ingannare il visitatore ad un primo sguardo. Tuttavia, poco più alti del livello del terreno quattro fori attraversano la muraglia: il primo ha una sezione di circa 40 per 40 centimetri e probabilmente non era armato; degli altri tre, quello centrale è il più ampio e inquadra esattamente l'entrata del tunnel del Gran San Bernardo. Tutti si restringono verso l'interno per permettere alle armi di avere un campo di tiro ampio e nello stesso tempo offrire la minima superficie al fuoco nemico.
Del retro si accede ai locali interni, non vi sono porte e tutto è ancora in perfette condizioni. I quattro locali che danno verso il colle sono fiocamente illuminati dalle feritoie e dal foro quadrangolare. L'unico locale nel quale occorre una lampada è anche quello più ampio: esso ha una superficie di circa 25 metri quadri, si trova sulla destra e prende luce solo dalla scala di otto gradini che lo collega all'entrata.
Ad una trentina di metri di distanza si trova un'altra postazione fortificata che è minuscola e probabilmente ospitava una mitragliatrice. Le due costruzioni sono collegate da un ampio sentiero, si percorre in pochi minuti e porta proprio all'entrata dell'opera superiore.
Sul davanti si vedono cinque feritoie dalle quali si battono i prati davanti all'opera principale, dietro una stanzetta microscopia ospitava presumibilmente un deposito. Il tempo e le infiltrazione d'acqua formano in inverno all'interno della camera di tiro delle piccole stalattiti.
Dal 2016 gli ingressi e le feritorie sono murati per volere dei proprietari, riducendo di molto l'attrattiva turistiche di questa struttura.

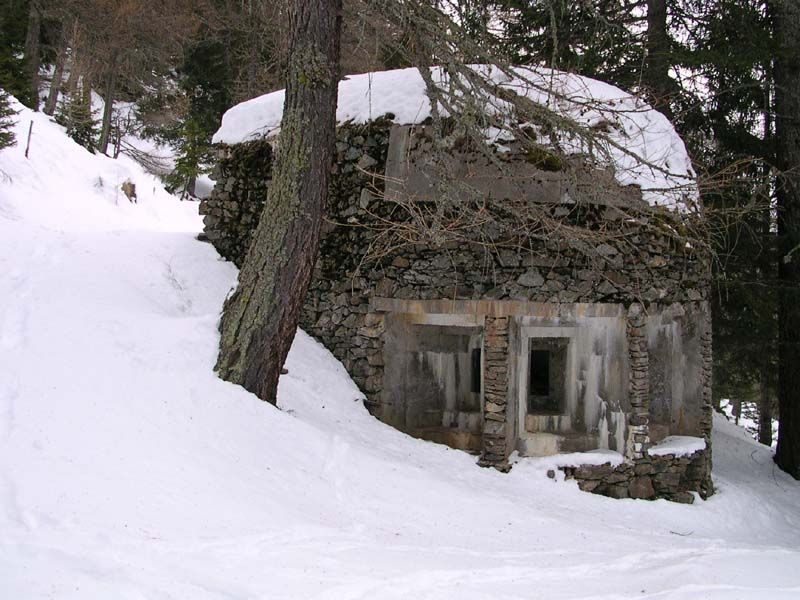
Postazione superiore dell'opera 2.
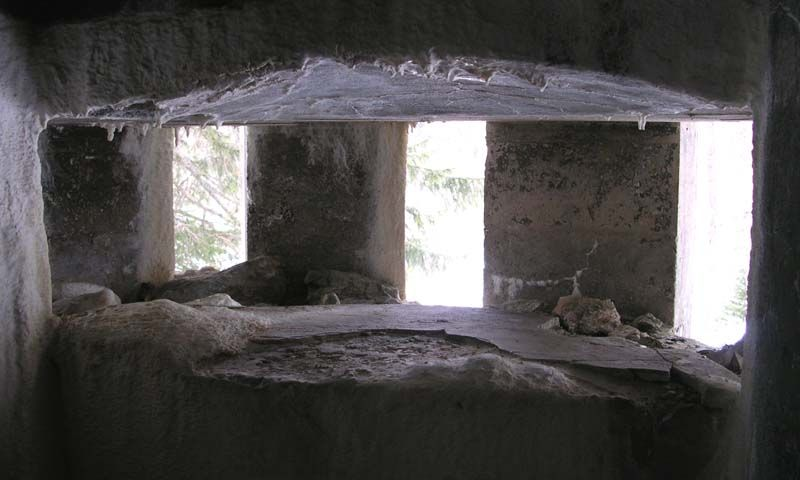
Feritoie della postazione superiore dell'opera 2.
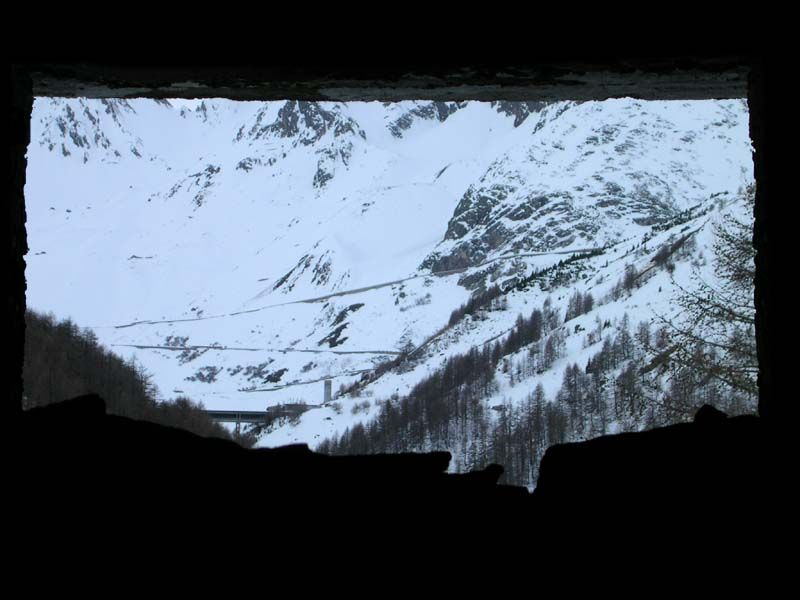
Entrata del Traforo del Gran San Bernardo sorvegliata dall'opera 2.